# Comédia de ação
Comédia de ação é um subgênero cinematográfico que envolve ação e humor. O subgênero tornou-se uma tendência popular na década de 80, quando atores conhecidos por sua formação na comédia, como Eddie Murphy, começaram a desempenhar papéis em filmes de ação. As cenas de ação têm um papel mais importante e fundamental nas comédias de ação.
Um estrato comum de comédia de ação é o filme policial, incluindo 48 Hrs. (1982), Beverly Hills Cop (1984), Lethal Weapon (1987), Midnight Run (1988), Bad Boys (1995), Rush Hour (1998), The Rundown (2003), Hot Fuzz (2007), The Nice Guys (2016), e a animação Zootopia (2016). Outro estrato comum da comédia de ação é a comédia de artes marciais, que se tornou popular no cinema de ação de Hong Kong desde a década de 80, com Jackie Chan sendo o exemplo mais famoso, juntamente com Sammo Hung e Stephen Chow.